# Gotowanie

Gotowanie

Gotowanie – obróbka cieplna produktów żywnościowych  odbywająca się w środowisku gorącej wody, zazwyczaj wrzącej albo pary wodnej. Podczas tego procesu białka zawarte w potrawie ścinają się, skrobia rozkleja się, co powoduje, że skrobia staje się przyswajalna przez układ pokarmowy człowieka. Stosunkowo niska temperatura tego procesu, nieprzekraczająca stu stopni Celsjusza, sprawia iż w potrawie nie powstają szkodliwe dla zdrowia produkty rozkładu składników pokarmowych.
W procesie gotowania zostają usunięte wszystkie biologiczne substancje czynne jak enzymy, czy bakterie, które służą uzupełnieniu mikrobiomu.
Przebieg procesu gotowania ma duży wpływ na przemieszczanie się składników pokarmowych w potrawie. Aby osiągnąć efekt przejścia składników pokarmowych z gotowanego produktu do wywaru,  gotuje się długo, w dużej ilości wody, poczynając od niskiej temperatury wody. Efekt przejścia składników do wywaru jest pożądany w przyrządzaniu zup, w szczególności rosołu. Gotowanie w niewielkiej ilości wody, poprzez wrzucenie produktu do wrzącej wody, umożliwia zatrzymanie składników pokarmowych w gotowanym produkcie.
W dietetyce oraz w przygotowaniu niektórych potraw tradycyjnych, stosuje się także gotowanie na parze. Polega na gotowaniu produktów w środowisku pary wodnej poprzez umieszczenie ich w specjalnym garnku. Gotowanie na parze umożliwia zachowanie maksymalnej ilości składników pokarmowych w gotowanej w ten sposób potrawie. Jest szczególnie polecane do gotowania warzyw.
W znaczeniu słownikowym wyraz gotowanie ma szerszy zakres znaczeniowy, oznaczając m.in. poddawanie produktu działaniu wysokiej temperatury.
Szczególnymi rodzajami gotowania jest długotrwałe gotowanie w obniżonej temperaturze, w otwartych naczyniach zwane gotowaniem na wolnym ogniu, oraz gotowanie w pozbawionych powietrza, szczelnie zamkniętych  woreczkach, zwane gotowanie sous-vide.